# Ooctonus flaviventris
Ooctonus flaviventris är en stekelart som beskrevs av Donev 1990. Ooctonus flaviventris ingår i släktet Ooctonus och familjen dvärgsteklar.
Artens utbredningsområde är Bulgarien. Inga underarter finns listade i Catalogue of Life.